# Jean Bart (thiết giáp hạm Pháp) (1911)
Jean Bart là chiếc thứ hai của lớp thiết giáp hạm Courbet bao gồm bốn chiếc, những thiết giáp hạm thế hệ dreadnought đầu tiên được chế tạo cho Hải quân Pháp, và được hoàn tất trước Chiến tranh Thế giới thứ nhất như một phần của Chương trình Chế tạo Hải quân 1910. Nó đã tham gia cuộc chiến tranh tại Địa Trung Hải, đã giúp vào việc đánh chìm tàu tuần dương bảo vệ Áo-Hung SMS Zenta vào ngày 16 tháng 8 năm 1914, rồi trải qua phần còn lại của năm 1914 bắn pháo hỗ trợ cho quân đội Montenegro cho đến khi trúng ngư lôi phóng từ tàu ngầm Áo-Hung SMU U-12 vào ngày 21 tháng 12. Ngay cả với ba ngăn bị ngập nước, nó vẫn có thể tự di chuyển đến Malta để sửa chữa, vốn mất đến ba tháng rưỡi. Nó trải qua gian đoạn còn lại của cuộc chiến tiến hành cuộc phong tỏa Otranto trong biển Adriatic.
Sau khi chiến tranh kết thúc, Jean Bart cùng con tàu chị em France được gửi đến Hắc Hải hỗ trợ lực lượng Đồng Minh trong việc can thiệp vào cuộc Nội chiến Nga. Thủy thủ đoàn của Jean Bart đã làm binh biến biểu lộ sự đồng tình với phe Bolshevik, nhưng vụ binh biến bị dập tắt và nó quay trở về Địa Trung Hải vào năm 1920. Nó được hiện đại hóa phần nào gồm hai lần trong những năm 1920, nhưng đã ở trong tình trạng vật chất kém đến mức không được tiếp tục cải biến trong những năm 1930. Vì vậy nó được đổi tên thành Océan, được giải giáp vào năm 1936 và trở thành một tàu huấn luyện trong cảng Toulon. Trong Chiến tranh Thế giới thứ hai, quân Đức chiếm được nó nguyên vẹn khi họ chiếm đóng Toulon năm 1942, và sử dụng nó trong việc thử nghiệm các kiểu đầu đạn lớn. Nó bị máy bay Đồng Minh đánh chìm năm 1944, rồi được vớt và tháo dỡ vào năm 1945.

## Thiết kế và chế tạo

### Thiết kế

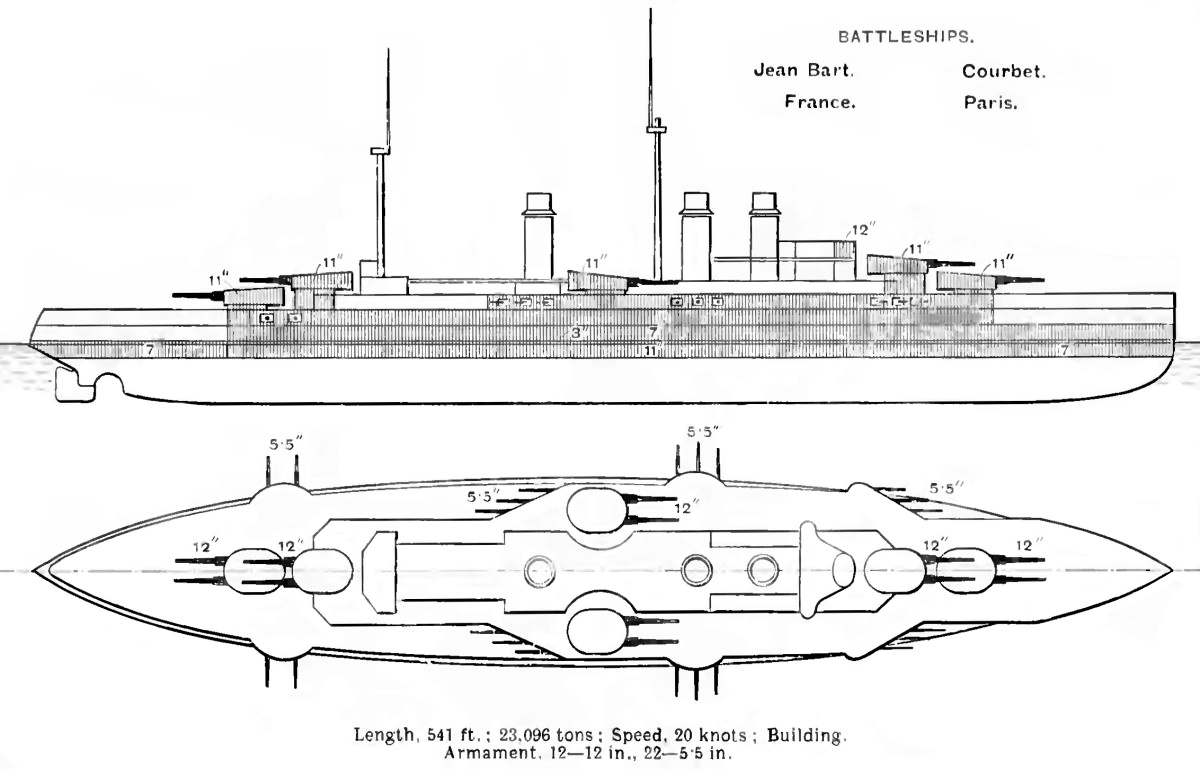
Sơ đồ mạn phải và sàn tàu của lớp Courbet như được mô tả trong Niên giám Hải quân Brassey 1912

Jean Bart có chiều dài chung 166 m (544 ft 7 in); bề rộng mạn thuyền 27 m (88 ft 7 in); và có mớn nước 9,04 m (29 ft 8 in) ở mũi tàu khi đầy tải. Nó có trọng lượng choán nước tiêu chuẩn 23.475 tấn (23.104 tấn Anh) và 25.579 tấn (25.175 tấn Anh) khi đầy tải. Nó tỏ ra bị ướt khi hoạt động, bị nặng phần mũi tàu do những tháp pháo bắn thượng tầng phía trước.
Jean Bart có hệ thống động cơ bao gồm bốn turbine hơi nước Parsons dẫn động trực tiếp công suất 28.000 shp (21.000 kW). Nó có 24 nồi hơi ống nước Belleville đốt than có phun dầu bổ trợ. Nó có tốc độ thiết kế tối đa 21 hải lý trên giờ (39 km/h; 24 mph). Nó mang theo cho đến 2.700 tấn Anh (2.743 t) than và 906 tấn Anh (921 t) dầu, đạt được tầm hoạt động 4.200 hải lý (7.800 km; 4.800 mi) ở tốc độ đường trường 10 hải lý trên giờ (19 km/h; 12 mph).
Dàn pháo chính của Jean Bart bao gồm mười hai khẩu Hải pháo 305 mm/45 Modèle 1906 được bố trí trên sáu tháp pháo, với hai tháp pháo bắn thượng tầng phía trước và phía sau, cùng hai tháp pháo bên mạn tàu. Các khẩu pháo này chỉ có góc nâng tối đa 12°. Để phòng thủ chống lại tàu phóng lôi, nó mang theo 22 khẩu hải pháo 138 mm Modèle 1910 bố trí trên các ụ tháp pháo. Bốn khẩu pháo Hotchkiss 47 mm (1,9 in) Modèle 1902 được trang bị, gồm hai khẩu mỗi bên mạn. Courbet còn được trang bị bốn ống phóng ngư lôi ngầm 450 mm (18 in) Modèle 1909 và mang theo 12 quả ngư lôi.
Đai giáp chính của Jean Bart mở rộng xuống bên dưới mực nước khá nhiều, do người Pháp lo ngại về việc bị bắn trúng dưới nước. Vỏ giáp chính cũng mỏng hơn so với những chiếc tương đương của Anh hay Đức, nhưng che phủ một khu vực rộng hơn. Nó dày 270 mm (11 in) trong khoảng giữa tháp pháo phía trước và phía sau, vót thon còn 180 mm (7,1 in) về phía mũi và đuôi tàu, và được mở rộng 2,4 m (7 ft 10 in) bên dưới mực nước thông thường. Bên trên đai giáp chính là một đai giáp khác dày 180 mm (7,1 in), che phủ bên hông và dàn vũ khí hạng hai cho đến sàn phía trước, sâu 4,5 m (15 ft) giữa tháp pháo phía trước và phía sau. Tháp chỉ huy có vỏ giáp dày 300 mm (12 in). Tháp pháo chính có mặt trước dày 290 mm (11,4 in), 250 mm (9,8 in) bên hông và 100 mm (3,9 in) trên nóc. Bệ của chúng có lớp giáp dày 280 mm (11 in). Cấu trúc tàu không có những vách ngăn chống ngư lôi, mặc dù có một vách ngăn dọc ngang hàng với các khoảng động cơ được sử dụng như kho chứa than hay để trống.

### Chế tạo
Jean Bart được chế tạo bởi xưởng vũ khí Brest tại Brest, được đặt lườn vào ngày 15 tháng 10 năm 1910 và được hạ thủy vào ngày 22 tháng 9 năm 1911. Nó hoàn tất vào ngày 19 tháng 11 năm 1913 và kết thúc các cuộc chạy thử máy trước khi Thế Chiến I nổ ra.

## Lịch sử hoạt động

### Chiến tranh Thế giới thứ nhất

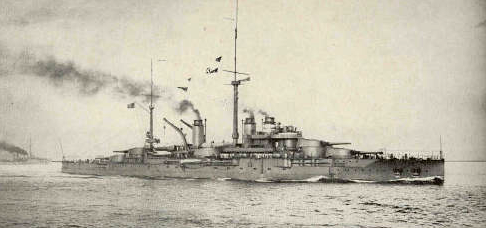
Jean Bart vào năm 1913

Jean Bart đã hộ tống con tàu chị em France đưa Tổng thống Cộng hòa Pháp, Raymond Poincaré, trong chuyến viếng thăm chính thức đến Saint Petersburg, Nga, vào tháng 7 năm 1914. Chúng đang trên đường quay trở về từ Nga khi Chiến tranh Thế giới thứ nhất bùng nổ, nhưng đã về đến Pháp mà không đụng độ với tàu chiến Đức.
Không lâu sau khi chiến tranh nổ ra, Phó Đô đốc Augustin Boué de Lapeyrère, tư lệnh lực lượng hải quân Đồng Minh tại Địa Trung Hải, quyết định càn quét ngay vào biển Adriatic gây bất ngờ cho những con tàu Áo đang tiến hành phong tỏa Montenegro. Liên quân Anh-Pháp, trong đó có cả Jean Bart, đã thành công trong việc cắt ngang và đánh chìm tàu tuần dương bảo vệ Áo-Hung SMS Zenta trong Trận Antivari ngoài khơi Bar vào ngày 16 tháng 8 năm 1914, mặc dù chiếc tàu khu trục theo hộ tống đã tìm cách chạy thoát.
Jean Bart trải qua hầu hết thời gian còn lại của năm 1914 bắn pháo hỗ trợ cho quân đội Montenegro cho đến khi nó bị tàu ngầm Áo-Hung SMU U-12 bắn trúng một quả ngư lôi vào ngày 21 tháng 12 năm 1914 ngoài khơi đảo Sazan. Quả ngư lôi trúng vào phía trước của hầm đạn trước mũi, nhưng chiếc thiết giáp hạm vẫn có thể xoay xở quay trở về Malta bằng chính động lực của mình để sửa chữa, vốn kéo dài đến ba tháng rưỡi. Dù sao, vụ tấn công này đã buộc các thiết giáp hạm phải rút lui về Malta hay Bizerte. Sau khi Pháp chiếm đóng hòn đảo trung lập Corfu của Hy Lạp vào năm 1916, chúng được chuyển lên Corfu và Argostoli, nhưng chỉ có những hoạt động rất giới hạn vì nhiều người trong số thủy thủ đoàn được điều sang các tàu chống tàu ngầm.
Vào năm 1918, nó phục vụ ngoài khơi Hy Lạp. Trước khi chiến tranh kết thúc, nó được nâng cấp với bảy pháo phòng không 75 milimét (3 in) Modèle 1897 trên các bệ nòng đơn. được thích ứng từ kiểu pháo dã chiến Modèle 97 75-mm.

### Giữa hai cuộc thế chiến
Vào tháng 4 năm 1919, trong khi Jean Bart đang giúp vào việc phòng thủ Sevastopol trước lực lượng Bolshevik đang tiến quân, thủy thủ của nó cùng với những người trên chiếc France đã làm binh biến, nhưng bị dập tắt khi Phó Đô đốc Jean-Françoise-Charles Amet đồng ý đáp ứng yêu cầu chủ yếu của họ là đưa các con tàu quay trở về nhà. Ba thành viên thủy thủ đoàn của Jean Bart đã bị tòa án quân sự kết án tù vì hành động trên, trước khi được tha vào năm 1922 như một phần của cuộc thương lượng giữa Thủ tướng Raymond Poincaré và các đảng cánh tả.
Con tàu quay trở về Toulon vào năm 1920 và trải qua một đợt tái trang bị từ ngày 12 tháng 10 năm 1923 đến ngày 29 tháng 1 năm 1925. Công việc này bao gồm thay thế một bộ nồi hơi bằng kiểu đốt dầu, sáp nhập hai ống khói phía trước, gia tăng góc nâng tối đa của dàn pháo chính từ 12° lên 23°, tháo dỡ vỏ giáp phía mũi để cải thiện tính năng đi biển, trang bị một hệ thống kiểm soát hỏa lực với một máy đo tầm xa 4,57 mét (15 ft 0 in) bên trên cột ăn-ten ba chân phía trước, và thay thế pháo phòng không Modèle 1897 bằng bốn khẩu Modèle 1918 và 24 súng máy 8 milimét (0,31 in).
Jean Bart được tái trang bị một lần nữa rộng rãi hơn từ ngày 7 tháng 8 năm 1929 đến ngày 29 tháng 9 năm 1931; khi một bộ nồi hơi khác được cải biến sang đốt dầu, các turbine dẫn động trực tiếp áp lực cao và trung bình được thay thế bằng turbine hộp số. Hệ thống kiểm soát hỏa lực cũng được nâng cấp toàn diện: một bộ điều khiển hỏa lực lớn kiểu tàu tuần dương được bổ sung bên trên cột ăn-ten trước với một máy đo tầm xa trùng khớp 4,57 m và một máy đo tầm xa lập thể 3 mét (9 ft 10 in). Máy đo tầm xa bên trên tháp chỉ huy được thay thế bằng một bộ kép mang hai máy đo tầm xa 4,57 m, cùng một máy đo tầm xa 4,57 m khác được bổ sung bên trên nóc bọc thép bên cạnh cột ăn-ten chính. Hai bộ điều khiển dành cho pháo hạng hai được bổ sung bên trên cầu tàu hoa tiêu, mỗi bộ gồm một máy đo tầm xa trùng khớp 2 mét (6 ft 7 in). Một máy đo tầm xa 8,2 mét (26 ft 11 in) được bổ sung bên trên tháp pháo 'B' và một bộ thứ hai trước mũi. Các khẩu pháo phòng không Modèle 1918 được đổi sang Modèle 1922 và được cung cấp ba máy đo tầm xa 1,5 mét (4 ft 11 in), một bên trên hệ thống kép trên tháp chỉ huy, một trên tháp pháo 'B' và một trên cấu trúc thượng tầng phía sau.
Tuy nhiên, tình trạng vật chất của nó kém đến mức nó được xem là không đáng để được nâng cấp thêm một lần thứ ba như những tàu chị em. Nó được tháo dỡ vũ khí và trở thành một tàu huấn luyện tại cảng vào năm 1936. Nó được đổi tên thành Océan vào cùng năm đó để dành đặt tên cho một thiết giáp hạm mới thuộc lớp Richelieu: chiếc Jean Bart (1940) đang được chế tạo.

### Chiến tranh Thế giới thứ hai
Océan bị quân Đức chiếm giữ nguyên vẹn vào ngày 27 tháng 11 năm 1942, ngày mà Hạm đội Pháp bị đánh chìm. Nó được quân Đức sử dụng trong việc thử nghiệm các kiểu đầu đạn lớn được phóng bởi máy bay Mistel cho đến khi bị Đồng Minh đánh chìm vào năm 1944, trước khi được tháo dỡ tại chỗ sau chiến tranh, bắt đầu từ ngày 14 tháng 12 năm 1945.